# 마카리안 600
마카리안 600(영어: Markarian 600)은 고래자리에 위치한 M77의 위성 은하이다.

## 같이 보기
- 위성 은하